# Kaghartsi
Kaghartsi est un village d'Azerbaïdjan situé dans le raion de Khojavend. Elle compte 143 habitants en 2005.